# Octavio Manero Brito
Octavio Manero Brito (Ciudad de México, 20 de julio de 1952) es un ingeniero químico, catedrático, investigador y académico mexicano. Se ha especializado en el desarrollo de tecnología para elaborar nanocompuestos poliméricos.

## Estudios y docencia
Obtuvo una licenciatura y maestría en ingeniería química en la Facultad de Química de la Universidad Nacional Autónoma de México. Realizó un doctorado en matemáticas aplicadas en el Departamento de Matemáticas de la Universidad de Gales en Gran Bretaña.  Realizó una estancia posdoctoral en el Departamento de Ingeniería Química del Instituto de Tecnología de California. 
En 1974 fue uno de los profesores fundadores de la Escuela Nacional de Estudios Profesionales de Cuautitlán. Ha impartido clases de licenciatura y posgrado en la Facultad de Química y en la Facultad de Ciencias de la UNAM.  Como profesor invitado ha impartido cursos en la Universidad de Guadalajara (UdeG), en la Universidad Autónoma Metropolitana (UAM), en la Universidad de Nueva York, en la Universidad Simón Bolívar, en la Universidad de Grenoble, en la Universidad de Gales, en la Universidad de Sevilla, en la Universidad de Murcia y en la Universidad de Bristol.

## Investigador y académico
Desde 1983 es investigador del Departamento de Polímeros del Instituto de Investigaciones en Materiales de la UNAM. Ha colaborado para el Instituto Mexicano del Petróleo participando en el proyecto de ciencia e ingeniería de materiales para las áreas de Exploración y Explotación de Pemex. Asimismo ha trabajo en proyectos para las empresas Industrias Resistol, Condumex, Comex y Grupo Girsa.
Destacan sus aportaciones en la investigación del reciclaje de material para elaborar nanocompuestos poliméricos utilizando arcillas volcánicas o tereftalato de polietileno reciclado (PET). En dicho campo de aplicación colaboró en el desarrollo de nanocompuestos poliméricos para sustituir los soportes de madera que sostienen los rieles del Metro de la Ciudad de México. Es investigador nivel III del Sistema Nacional de Investigadores. Es miembro del Consejo Consultivo de Ciencias de la Presidencia de la República.

## Obras publicadas
Ha escrito alrededor de 200 artículos científicos, 85 publicaciones en memorias, 7 de divulgación y 6 libros.

## Premios y distinciones
- Premio Universidad Nacional en el área de Innovación Tecnológica y Diseño Industrial otorgado por la Universidad Nacional Autónoma de México en 2001.
- Premio Nacional de Química “Andrés Manuel del Río”, otorgado por la Sociedad Química de México, en 2002.
- Premio Nacional de Ciencias y Artes en el área de Tecnología y Diseño otorgado por la Secretaría de Educación Pública en 2003.